# Matthias Manke (Mediziner)

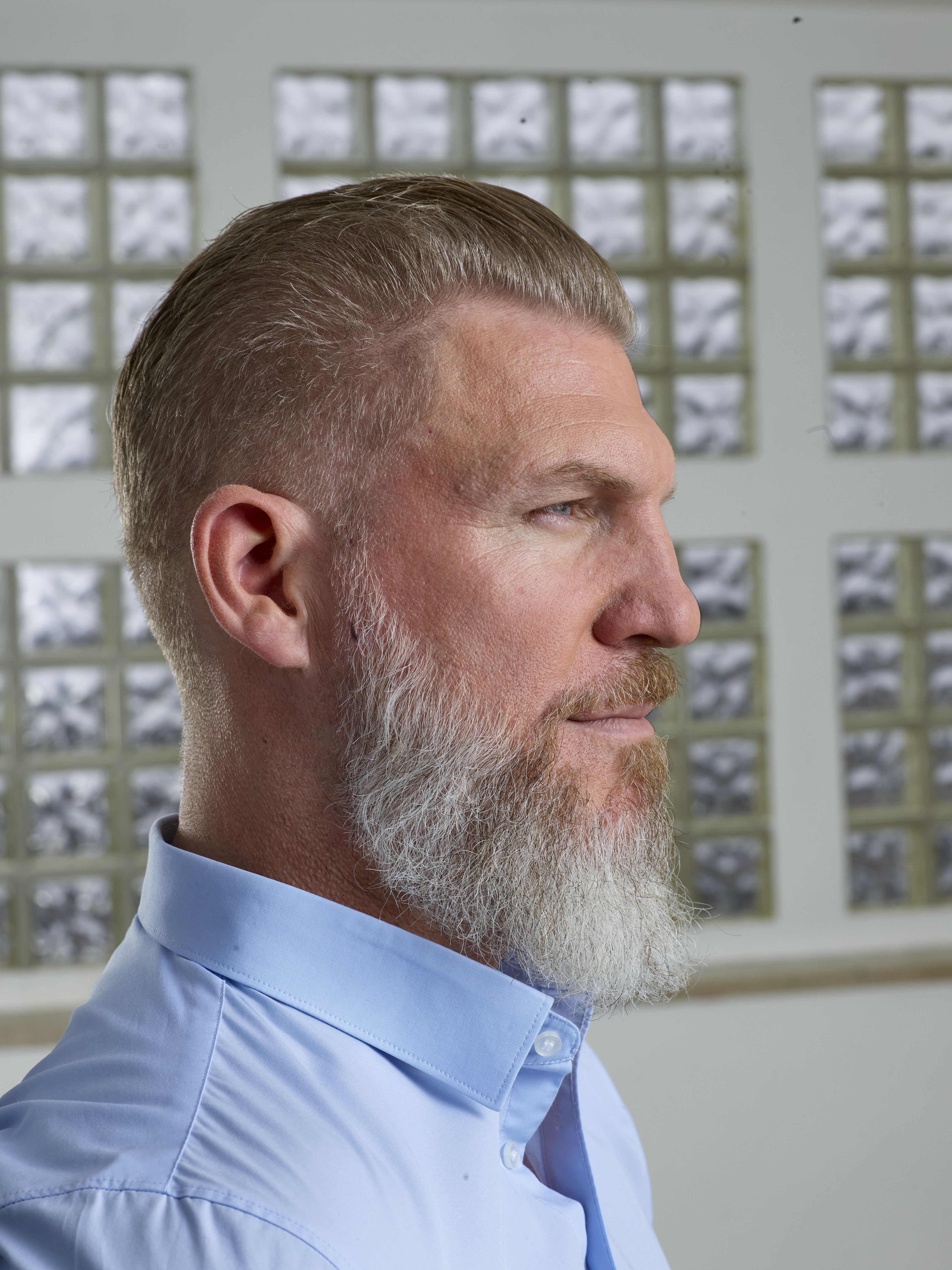
Matthias Manke, Nov 2020

Matthias Manke (* 25. Februar 1974 in Dortmund) ist ein deutscher Arzt und Buchautor.

## Ärztliches Wirken
Matthias Manke studierte von 1995 bis 2001 Humanmedizin an der Ruhr-Universität Bochum. Von 2001 bis 2008 arbeitete er am St. Josef-Hospital Bochum in der Klinik für Orthopädie und Unfallchirurgie, wobei er die Facharztbezeichnung „Orthopädie und Unfallchirurgie“ sowie diverse Zusatzbezeichnungen erwarb. Anschließend wechselte er in eine Praxis und übernahm 2010 eine orthopädische Facharztpraxis in Bochum.
Seit 2008 ist er zusammen mit seinem ärztlichen Kollegen Patrick Julius als Dozent der Forschungsgruppe Akupunktur und Chinesische Medizin tätig und entwickelte mit diesem das Behandlungsverfahren Akupunkturtaping.
2012 wurde Matthias Manke an der Ruhr-Universität Bochum mit der Dissertation Stellenwert der lichtoptischen 3D-Körperstatikvermessung mit dem Optrimetric-Verfahren bei der Effektivitätsbewertung einer stationären multimodalen orthopädischen Schmerztherapie im Vergleich zu klinischen Untersuchungstests und Schmerzfragebögen zum Dr. med. promoviert.
Seit 2012 ist er als Mannschaftsarzt des TV Wattenscheid 01 Leichtathletik tätig. In dieser Funktion betreut er auch am Olympiastützpunkt Westfalen Athleten.
In der Saison 2015/16 übernahm er im Team die sportmedizinische Betreuung der Fußball-Profimannschaft des FC Schalke 04.
Seit 2017 ist er im Fernsehen sowie den sozialen Medien als Gesundheitsexperte tätig. Darüber hinaus tritt er zusammen mit seinem Kollegen Patrick Julius als Redner für Unternehmen auf, wobei sein Hauptthema die Effizienz von Zusammenarbeit ist.

## Werke
Als Autor oder Herausgeber wirkte Matthias Manke u. a. an folgenden Publikationen mit:
- Dissertation Stellenwert der lichtoptischen 3D-Körperstatikvermessung mit dem opTRImetric-Verfahren bei der Effektivitätsbewertung einer stationären multimodalen orthopädischen Schmerztherapie im Vergleich zu klinischen Untersuchungstests und Schmerzfragebögen, Ruhr-Universität Bochum, 2012
- Sachbuch Leichtfüßig – Was Füße über unsere Gesundheit verraten, Bastei-Lübbe, 2019
- Sachbuch Wenn der Orthopäde Rücken hat: Der etwas andere Ratgeber für Rückenschmerzpatienten und alle, die’s nicht werden wollen, ZS Verlag, 2021
- Sachbuch Einfach genial GESUND mit Tarik Rose, ZS Verlag, 2022
- Sachbuch Doktor Draussen, ZS Verlag, 2023
- Sachbuch Schluss mit Nackenschmerzen, ZS Verlag, 2024